# Anna Moorhouse
Anna Victoria Moorhouse (Oldham, Gran Mánchester, Inglaterra; 30 de marzo de 1995) es una futbolista inglesa. Juega de guardameta y su equipo actual es el Orlando Pride de la National Women's Soccer League.

## Clubes
| Club                    | País           | Año       |
| ----------------------- | -------------- | --------- |
| Everton                 | Inglaterra     | 2012-2013 |
| Durham                  | Inglaterra     | 2014-2015 |
| Doncaster Rovers Belles | Inglaterra     | 2016-2017 |
| Arsenal                 | Inglaterra     | 2017-2018 |
| West Ham United         | Inglaterra     | 2018-2020 |
| Girondins de Burdeos    | Francia        | 2020-2022 |
| Orlando Pride           | Estados Unidos | 2022-act. |

## Palmarés

### Títulos nacionales
| Título                         | Club          | País           | Año     |
| ------------------------------ | ------------- | -------------- | ------- |
| FA Women's League Cup          | Arsenal       | Inglaterra     | 2017-18 |
| NWSL Shield                    | Orlando Pride | Estados Unidos | 2024    |
| National Women's Soccer League | Orlando Pride | Estados Unidos | 2024    |

### Títulos internacionales
| Título            | Equipo     | Sede  | Año  |
| ----------------- | ---------- | ----- | ---- |
| Eurocopa Femenina | Inglaterra | Suiza | 2025 |